# الإعجاز العددي في القرآن
الإعجاز العددي في القرآن يُقصد به ملاحظات بعض الباحثين عما ورد في القرآن من التوازن بين أعداد الكلمات المتضادة والتكرارات والأرقام وأماكن الجمل أو الآيات وغير ذلك. لا يُعتبر علمًا معتمدًا من قبل علماء المسلمين،  ولا يحبذ البعض استخدام الاعجاز العددي للدعوة إلى الإسلام كما يحدث مع الاعجاز العلمي، لأن الاعجاز العددي غير مبني على قواعد معينة. ويحذر علماء مسلمون أيضا من الاعتماد على «الجمّل» في إعطاء كل كلمة أو حرف رقم، لأن النبي محمد لم يعتمد ذلك ولأن أصل حساب «الجمّل» كان عند اليهود.

## أمثلة على الإعجاز العددي

### التوازن
التوازن بين عدد الكلمات في القرآن أو الإعجاز التقابلي مثل:
- وردت كلمة دنيا 115 مرة، [4] ووردت كلمة آخرة 115 مرة.[5]
- وردت كلمة شهر مفردة (الشَّهْرَُِ وشهر وشَهْرًا) 12 مرة بعدد شهور السنة .[6]
- وردت كلمة الأبرار 6 مرات، [7] ووردت كلمة الفجار 3 مرات.[8]
- وردت كلمة محمد 4 مرات، [9] ووردت كلمة شريعة ومشتقاتها (شرع، شِرعة، شرعوا)  4 مرات.[10]
- وردت كلمة إبليس 11 مرة، [11] ووردت الاستعاذة (استعذ وأعوذ) 11 مرة.[12]
- وردت كلمة ملائكة ومشتقاتها 88 مرة، [13] ووردت كلمة شياطين ومشتقاتها 88 مرة.[14]
- وردت كلمة هُدَى 79 مرة، [15] ووردت كلمة رَحْمَةًٍ ٌ 79 مرة.[16]
- وردت كلمة العقل ومشتقاتها وردت 49 مرة، [17] ووردت كلمة النور ومشتقاتها 49 مرة.[18]
- وردت كلمة الجهر ومشتقاتها 16 مرة، [19] ووردت كلمة العلانية ومشتقاتها 16 مرة.[20]
- وردت كلمة المصيبة ومشتقاتها 75 مرة، [21] ووردت كلمة الشكر ومشتقاتها 75 مرة.[22]
- وردت كلمة الذهب 8 مرات، [23] ووردت مشتقات كلمة الترف 8 مرات.[24]
- وردت كلمة الجزاء ومشتقاتها 117 مرة، [25] ووردت كلمة المغفرة ومشتقاتها (مغفرة، غفر, غفور، غفار, استغفار وما إلى ذلك) 234 مرة.[26]
- وردت كلمة اليوم مفردة وغير مضافة (الْيَوْمَُِ 349 مرة، يَوْمًا 16 مرة) المجموع: 365 مرة.[27]

### عدد الصلوات والركعات
- لقد تكررت عبارة (أقِمِ الصلاة) في القرآن 5 مرات بعدد الصلوات الخمس.
- عبارة (أقيموا الصلاة) قد تكررت 12 مرة، وبالنتيجة نجد أن مجموع الأمر الإلهي بإقامة الصلاة قد تكرر في القرآن 5 + 12 أي 17 مرة بعدد الركعات المفروضة.[28]

### آدموعيسى
- ﴿إِنَّ مَثَلَ عِيسَى عِنْدَ اللَّهِ كَمَثَلِ آدَمَ خَلَقَهُ مِنْ تُرَابٍ ثُمَّ قَالَ لَهُ كُنْ فَيَكُونُ ۝٥٩﴾ [آل عمران:59] كلمة عيسى في القرآن تكررت 25 مرة، وكلمة آدم في القرآن تتكررت 25 مرة، ومثل عيسى عند الله كمثل آدم.[29]

### ثلاث مئة سنين وازدادوا تسعًا
عدد الكلمات (مع عد واو العطف كلمة)، اعتباراً من كلمة (لبثوا) الأولى في الآية 12 وحتى كلمة (لبثوا) الأخيرة في الآية 26، هي 309 كلمة بعدد السنوات التي لبثها أصحاب الكهف
، وكلمة (ثلاث مئة) في الآية 25 ﴿وَلَبِثُوا فِي كَهْفِهِمْ ثَلَاثَ مِائَةٍ سِنِينَ وَازْدَادُوا تِسْعًا ۝٢٥﴾ [الكهف:25] هي الكلمة رقم 300 في العدّ.

### ابن برجان
ذكر ابن برجان في تفسيره لأول سورة الروم أخبار عن فتح بيت المقدس، وأنه ينزع من أيدي النصارى سنة 583 هجريا.
فقال «ثم أديلوا بغلبة ثانية عام تسع وثمانين وأربعماية فغلبوا على أرض الشام كلها وعلى بيت المقدس وذلك عند آخر السنة السادسة التي هي من الف شهر ومن شهور العرب تصديقا لقوله في بضع سنين التي سادس أيامها رأس الخمس مائة سنة ‘لى تمام الخمسمائة وثلاث ثمانين وثلث السنة تمام سنينها ونحن في عام اثنين وعشرين وخمس مائة »
يقول مؤلف كتاب دليل المرابطين لتحرير فلسطين محمد النوباني «اعتمد ابن برجان على تعريف السنة عند العرب وهي 1000 شهر وليست 12 شهر وبذلك تكون سنة العرب 1000/12=83.3 هجرية وبضرب 6*83.3= 499.8 وبالتالي تكون السنة 489 داخل السنة السادسة حسب تعريف العرب للسنة
وتقع السنة السادسة ضمن تعريف «بضع» من 3 إلى 9، اعتمد ابن برجان على الرواية الثانية لوقت النزول وهو وقت الهجرة فنسب حسابه للسنة السادسة والسنة السابعة التي توقع انها موعد تحرير بيت المقدس حسب تعريف العرب للسنة إلى وقت الهجرة ثم بنى على ما سبق توقعه بان موعد تحرير بيت المقدس في عام 583.3 للهجرة وذلك من خلال ضرب 83.3 *7=583.3».

## انتقادات
رداً على دراسة للرقم 19 في القرآن الكريم، أصدرت اللجنة الدائمة للبحوث العلمية والإفتاء إجابة عن هذا النوع من الإعجاز العلمي في القرآن أجاب عليها كل من بكر أبو زيد وصالح الفوزان وعبد الله بن غديان وعبد العزيز آل الشيخ وعبد العزيز بن عبد الله بن باز نصها: